# Oksydowanie

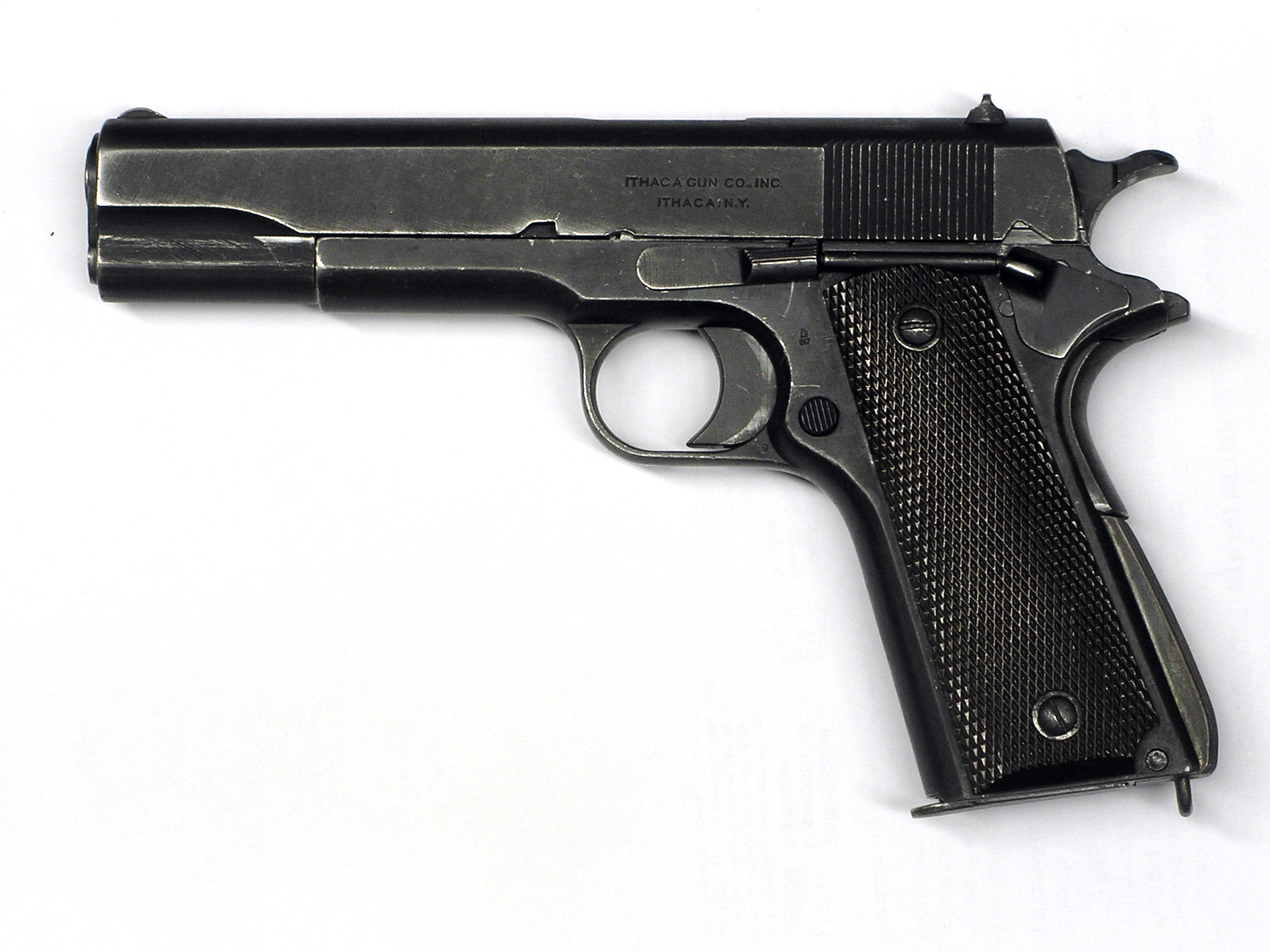
Oksydowany pistolet Colt M1911

Oksydowanie – proces pokrywania powierzchni metali cienką warstwą ich tlenków (przeciw korozji i dla ozdoby). Oksydowanie można przeprowadzać metodą chemiczną (np. zanurzanie przedmiotów stalowych we wrzącym stężonym roztworze wodorotlenku sodu i azotanu srebra) lub metodą elektrolityczną (w procesie anodowego utleniania).